# Список кардиналов, возведённых папой римским Иннокентием VIII

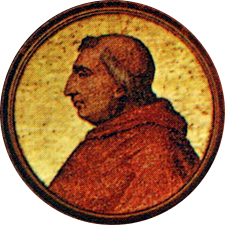
Папа Иннокентий VIII

Кардиналы, возведённые Папой римским Иннокентием VIII — 8 прелатов и клириков были возведены в сан кардинала на одной Консистории за 8 лет понтификата Иннокентия VIII.
Из восьми кардиналов на Консистории официально были оглашены только пятеро. Трое не были объявлены, при этом Папа распорядился, что в случае его смерти до следующей Консистории, имена кардиналов должны быть объявлены, чтобы они смогли принять участие в очередном Конклаве. 

## Консистория от 9 марта 1489 года
1. Лоренцо Чибо де Мари, племянник Его Святейшества, архиепископ Беневенто (Папская область);
2. Ардичино делла Порта младший, епископ Алерии, Корсика (Папская область);
3. Антонио Джентиле Паллавичини, датарий Его Святейшества, епископ Оренсе, Испания (Папская область);
4. Андре д’Эспине, архиепископ Бордо (Франция);
5. Пьер д’Обюссон, великий магистр ордена Святого Иоанна Иерусалимского (Франция);
6. Маффео Герарди, O.S.B.Cam., патриарх Венеции (Венецианская республика);[1]
7. Джованни Медичи, апостольский протонотарий (Флорентийская республика);[2]
8. Федерико Сансеверино, апостольский протонотарий;[3]

## Другие возможные кардиналы
Некоторые источники указывают, что Панталеоне Чибо, Никколо Чибо и Эрмалао Барбаро младший были возведены в кардиналы Папой Иннокентием VIII и никогда не были объявлены, так же эти же источники указывают, что Фредерик Ягеллон, администратор Кракова (Польша) и Ипполито I д’Эсте, администратор митрополии Эстергома (Венгрия), были возведены в кардиналы Папой, и никогда не были объявлены, но они были на самом деле возведены в Священную Коллегию кардиналов папой Александром VI на консистории от 20 сентября 1493 года.
Источники указывает, что папа Иннокентий VIII планировал продвижение Никколо Фиески в Священную Коллегию кардиналов, но продвижение не состоялась. Он был возведён в кардиналы Папой Александром VI в 1503 году.